# アルケミー (イングヴェイ・マルムスティーンのアルバム)
『アルケミー』（Alchemy）は、1999年に発表されたイングヴェイ・マルムスティーンの12作目のスタジオ・アルバム。

## 概要
発売名義は「イングヴェイ・J・マルムスティーンズ・ライジング・フォース」である。4作目のオデッセイ以来、実に11年ぶりにライジング・フォース名義でのスタジオ・アルバムとなり、ヴォーカルのマーク・ボールズは3作目のトリロジー以来、13年振りの全面参加となった。日本版ジャケットの帯解説は「「ライジング・フォース」復活!! 王者、2年ぶりの新作は、他者の追随を許さない孤高のネオ・クラシカル・ギター・アルバム!」である。

## 収録曲
| 全作曲・編曲: イングヴェイ・マルムスティーン。 |                                                        |                                |                                |      |
| #                                              | タイトル                                               | 作詞                           | 作曲・編曲                     | 時間 |
| 1.                                             | 「ブリッツクリーグ」(Blitzkrieg)                       | (Instrumental)                 | (Instrumental)                 | 4:14 |
| 2.                                             | 「レオナルド」(Leonardo)                               | イングヴェイ・マルムスティーン | イングヴェイ・マルムスティーン | 7:36 |
| 3.                                             | 「プレイング・ウィズ・ファイアー」(Playing With Fire)  | イングヴェイ・マルムスティーン | イングヴェイ・マルムスティーン | 6:17 |
| 4.                                             | 「スタンド」(Stand (The))                              | イングヴェイ・マルムスティーン | イングヴェイ・マルムスティーン | 5:05 |
| 5.                                             | 「ウィールド・マイ・スウォード」(Wield My Sword)       | イングヴェイ・マルムスティーン | イングヴェイ・マルムスティーン | 6:13 |
| 6.                                             | 「ブルー」(Blue)                                       | (Instrumental)                 | (Instrumental)                 | 4:11 |
| 7.                                             | 「リージョン・オブ・ザ・ダムド」(Legion Of The Damned) | イングヴェイ・マルムスティーン | イングヴェイ・マルムスティーン | 5:51 |
| 8.                                             | 「ディーモン・ダンス」(Deamon Dance (7,405,926))       | イングヴェイ・マルムスティーン | イングヴェイ・マルムスティーン | 5:25 |
| 9.                                             | 「ハンガー18、エリア51」(Hangar 18, Area 51)           | イングヴェイ・マルムスティーン | イングヴェイ・マルムスティーン | 4:44 |
| 10.                                            | 「ヴードゥー・ナイツ」(Voodoo Nights)                  | イングヴェイ・マルムスティーン | イングヴェイ・マルムスティーン | 7:31 |
| 11.                                            | 「アサイラム」(I- Asylum)                              | (Instrumental)                 | (Instrumental)                 | 4:07 |
| 12.                                            | 「スカイ・ユーフォリア」(II- Sky Euphoria)             | (Instrumental)                 | (Instrumental)                 | 3:19 |
| 13.                                            | 「クワンタム・リープ」(III- Quantum Leap)              | (Instrumental)                 | (Instrumental)                 | 3:55 |
| 合計時間:                                      | 合計時間:                                              | 合計時間:                      | 68:28                          |      |

| #   | タイトル                             | 作詞                           | 作曲・編曲                     | 時間 |
| --- | ------------------------------------ | ------------------------------ | ------------------------------ | ---- |
| 14. | 「ゴッド・イズ・ゴッド」(God Is God) | イングヴェイ・マルムスティーン | イングヴェイ・マルムスティーン | 3:13 |

## 参加者
- イングヴェイ・マルムスティーン	 - ギター、ギター・シンセサイザー、ベース(# 8)、ムーグ・タウラス・ペダル、シタール、ヴォーカル
- マーク・ボールズ	 - 	ヴォーカル
- マッツ・オラウソン	 - 	キーボード、バッキング・ヴォーカル
- バリー・ダナウェイ	 - 	ベース(# 8を除いた全て)、バッキング・ヴォーカル
- ジョン・マカルーゾ	 - 	ドラム

## ライブ・映像作品
Blitzkrieg
- イングヴェイ奏法 究極編-PLAY LOUD!-〔FULL-SHRED〕

Leonardo
- イングヴェイ奏法 究極編-PLAY LOUD!-〔FULL-SHRED〕

Blue
- イングヴェイ奏法 究極編-PLAY LOUD!-〔FULL-SHRED〕
- スペルバウンド・ライヴ・イン・タンパ

Hangar 18, Area 51
- ビデオ・クリップス